# Futbol als Jocs Olímpics d'estiu de 1936
Als Jocs Olímpics d'Estiu de 1936 celebrats a la ciutat de Berlín (Alemanya) es disputà una única prova de futbol en categoria masculina. La prova es disputà entre els dies 3 i 15 d'agost de 1936 a l'Estadi Olímpic de Berlín.

## Comitès participants
Participaren 211 futbolistes de 16 comitès nacionals diferents:
| - Alemanya (16) - Àustria (13) - Egipte (11) - Estats Units (11) - Finlàndia (11) - Hongria (11) - Itàlia (14) - Japó (12) | - Luxemburg (11) - Noruega (14) - Perú (13) - Polònia (17) - Regne Unit (15) - Suècia (11) - Turquia (11) - República de la Xina (11) |

## Estadis
| Berlín             | Berlín                   |
| ------------------ | ------------------------ |
| Olympiastadion     | Stadion am Gesundbrunnen |
| Capacitat: 100,000 | Capacitat: 35,239        |
|                    |                          |
| Berlín             | Berlín                   |
| Poststadion        | Mommsenstadion           |
| Capacitat: 45,000  | Capacitat: 15,005        |
|                    |                          |

## Resum de medalles

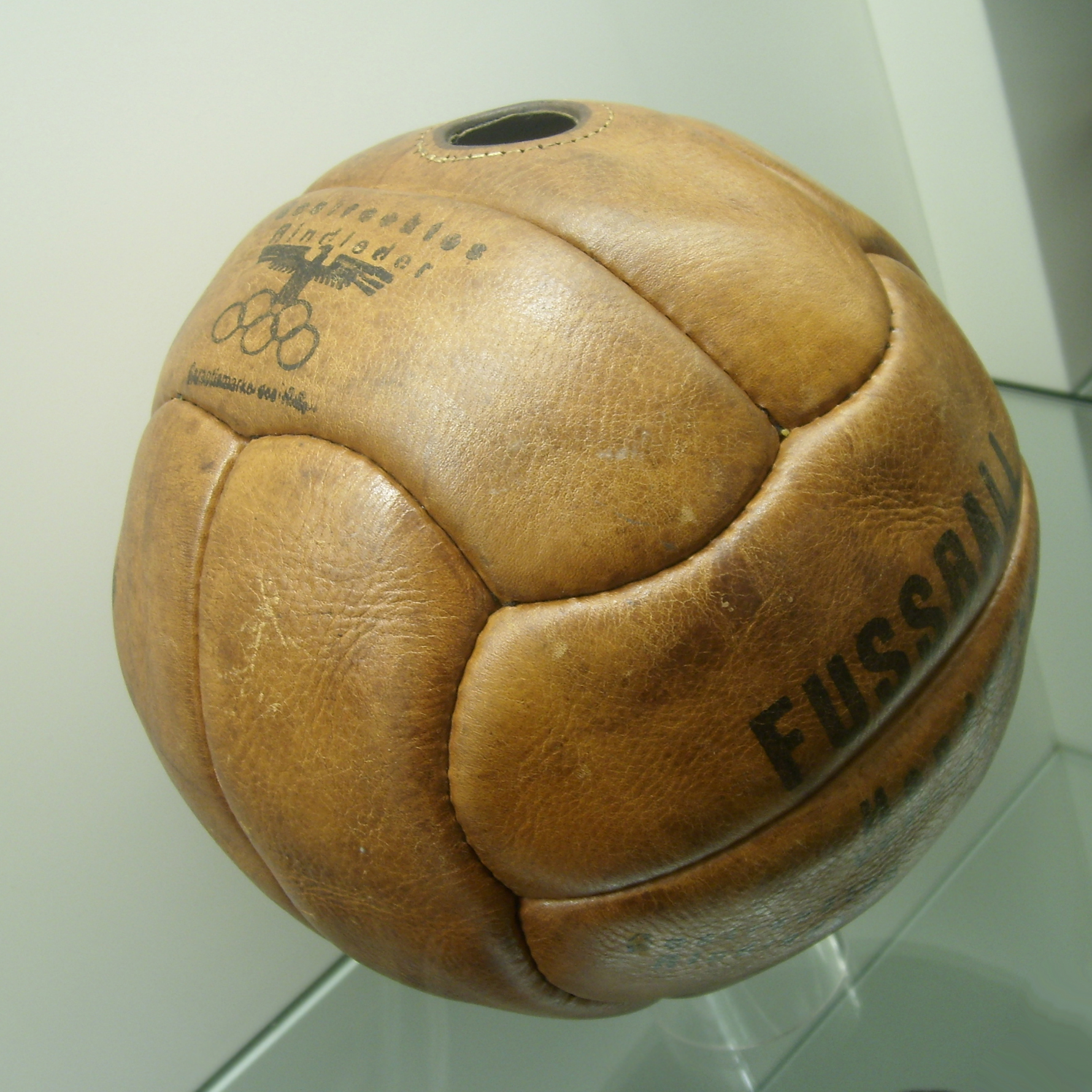
Pilota de la competició.

| Prova          | Or | Argent | Bronze |
| Futbol masculí | Itàlia Bruno Venturini · Alfredo Foni · Pietro Rava · Giuseppe Baldo · Achille Piccini · Ugo Locatelli · Annibale Frossi · Libero Marchini · Luigi Scarabello · Carlo Biagi · Giulio Cappelli · Sergio Bertoni · Alfonso Negro · Francesco Gabriotti | Àustria Franz Fuchsberger · Max Hofmeister · Eduard Kainberger · Karl Kainberger · Martin Kargl · Josef Kitzmüller · Anton Krenn · Ernst Künz · Adolf Laudon · Franz Mandl · Klement Steinmetz · Karl Wallmüller · Walter Werginz | Noruega Henry Johansen · Fredrik Horn · Nils Eriksen · Frithjof Ulleberg · Jørgen Juve · Rolf Holmberg · Sverre Hansen · Magnar Isaksen · Alf Martinsen · Reidar Kvammen · Arne Brustad · Øivind Holmsen · Odd Frantzen · Magdalon Monsen |

## Medaller
| Posició | País    | Or | Argent | Bronze | Total |
| 1       | Itàlia  | 1  | 0      | 0      | 1     |
| 2       | Àustria | 0  | 1      | 0      | 1     |
| 3       | Noruega | 0  | 0      | 1      | 1     |

## Resultats

### Primera ronda
| Itàlia     | 1–0   | Estats Units |
| ---------- | ----- | ------------ |
| Frossi 58' | Resum |              |

 Berlín

Àrbitre: Carl Weingartner (ALE)

Assistència: 9.000        
| Noruega                                       | 4–0   | Turquia |
| --------------------------------------------- | ----- | ------- |
| Martinsen 30' 70' · Brustad 53' · Kvammen 80' | Resum |         |

 Berlín

Àrbitre: D. Scarpi (ITA)

Assistència: 8.000        
| Japó                                | 3–2   | Suècia          |
| ----------------------------------- | ----- | --------------- |
| Kamo 49' · Ukon 62' · Matsunaga 85' | Resum | Persson 24' 37' |

 Berlín

Àrbitre: Wilhelm Peters (ALE)

Assistència: 5.000        
| Polònia                  | 3–0   | Hongria |
| ------------------------ | ----- | ------- |
| Gad 12' 27' · Wodarz 88' | Resum |         |

 Berlín

Àrbitre: Raffaele Scorzoni (ITA)

Assistència: 5.000        
| Àustria                      | 3–1   | Egipte   |
| ---------------------------- | ----- | -------- |
| Steinmetz 4' 65' · Laudon 7' | Resum | Sakr 85' |

 Berlín

Àrbitre: A. J. Jewell (ANG)

Assistència: 6.000        
| Alemanya                                                                    | 9–0   | Luxemburg |
| --------------------------------------------------------------------------- | ----- | --------- |
| Urban 16' 54' 75' · Simetsreiter 32' 48' 74' · Gauchel 49' 89' · Elbern 76' | Resum |           |

 Berlín

Àrbitre: Pal Von Hertzka (HON)

Assistència: 12.000        
| Perú                                               | 7–3   | Finlàndia                              |
| -------------------------------------------------- | ----- | -------------------------------------- |
| Fernández 17' 33' 47' 49' 70' · Villanueva 21' 67' | Resum | Kanerva 42' · Grönlund 75' · Larvo 80' |

 Berlín

Àrbitre: Rinaldo Barlassina (ITA)

Assistència: 2.500        
| Regne Unit            | 2–0   | Xina |
| --------------------- | ----- | ---- |
| Doods 55' · Finch 65' | Resum |      |

 Berlín

Àrbitre: Helmut Fink (ALE)

Assistència: 8.000        

### Quarts de final
| Itàlia                                                    | 8–0   | Japó |
| --------------------------------------------------------- | ----- | ---- |
| Frossi 14' 75' 80' · Biagi 32' 57' 81' 82' · Cappelli 89' | Resum |      |

 Berlín

Àrbitre: Otto Ohlsson (SUE)

Assistència: 8.000        
| Alemanya | 0–2   | Noruega        |
| -------- | ----- | -------------- |
|          | Resum | Isaksen 7' 83' |

 Berlín

Àrbitre: A. W. Barton (ANG)

Assistència: 55.000        
| Polònia                                 | 5–4   | Regne Unit                              |
| --------------------------------------- | ----- | --------------------------------------- |
| Gad 33' · Wodarz 43' 48' 53' · Piec 56' | Resum | Clemens 26' · Shearer 71' · Joy 78' 80' |

 Berlín

Àrbitre: Rudolf Eklow (SUE)

Assistència: 6.000        
| Perú                                              | 4–2   | Àustria                    |
| ------------------------------------------------- | ----- | -------------------------- |
| Alcade 75' · Villanueva 81' 117' · Fernández 119' | Resum | Wergin 23' · Steinmetz 37' |

 Berlín

Àrbitre: Th. Kristiansen (NOR)

Assistència: 5.000        

### Semifinals
| Itàlia                 | 2–1   | Noruega     |
| ---------------------- | ----- | ----------- |
| Negro 15' · Frossi 96' | Resum | Brustad 58' |

 Berlín

Àrbitre: Pal von Hertzka (HON)

Assistència: 95.000        
| Àustria                                 | 3–1   | Polònia |
| --------------------------------------- | ----- | ------- |
| Kainberger 14' · Laudon 55' · Mandl 88' | Resum | Gad 73' |

 Berlín

Àrbitre: A. W. Barton (ANG)

Assistència: 82.000        

### Medalla de bronze
| Noruega             | 3–2   | Polònia                 |
| ------------------- | ----- | ----------------------- |
| Brustad 15' 21' 84' | Resum | Wodarz 5' · Peterek 24' |

 Berlín

Àrbitre: Alfred Birlem (ALE)

Assistència: 95.000        

### Final
| Itàlia         | 2–1   | Àustria        |
| -------------- | ----- | -------------- |
| Frossi 70' 92' | Resum | Kainberger 79' |

 Berlín

Àrbitre: Peco Bauwens (ALE)

Assistència: 85.000        

## Golejadors
| 7 gols - Annibale Frossi 6 gols - Teodoro Fernández 5 gols - Arne Brustad - Gerard Wodarz 4 gols - Carlo Biagi - Alejandro Villanueva - Hubert Gad | 3 gols - Klement Steinmetz - Wilhelm Simetsreiter - Adolf Urban 2 gols - Karl Kainberger - Adolf Laudon - Josef Gauchel - Bernard Joy - Magnar Isaksen - Alf Martinsen - Erik Persson | 1 gol - Franz Mandl - Walter Werginz - Abdel-Karim Sakr - Ernst Grönlund - William Kanerva - Pentti Larvo - Franz Elbern - Bertram Clements - John Doods - Lester Finch - Edgar Shearer | cont. - Giulio Cappelli - Alfonso Negro - Shogo Kamo - Akira Matsunaga - Tokutaro Ukon - Reidar Kvammen - Jorge Alcalde - Teodor Peterek - Ryszard Piec |